# Nicky Degrendele
Nicky Degrendele (Knokke-Heist, 11 oktober 1996) is een Belgisch baanwielrenster. Degrendele is gespecialiseerd in de sprintonderdelen bij het baanwielrennen. In 2018 werd ze wereldkampioen op de keirin.

## Palmares

### Overwinningen
| Jaar           | BK                                                                                            | EK                           | WK              | Overige                                                                                              |
| Als nieuweling | Als nieuweling                                                                                | Als nieuweling               | Als nieuweling  | Als nieuweling                                                                                       |
| -------------- | --------------------------------------------------------------------------------------------- | ---------------------------- | --------------- | --- |
| 2012           | sprint · Teamsprint · puntenkoers                                                             |                              |                 | |
| Als juniore    |                                                                                               |                              |                 | |
| 2013           | achtervolging · keirin · ploegsprint · sprint · scratch · 500m tijdrit · ploegenachtervolging | keirin · sprint · teamsprint | sprint          | Cottbus: sprint IBO: omnium                                                                          |
| 2014           | keirin · teamsprint · sprint · scratch · 500m tijdrit · omnium                                | keirin · sprint              | keirin · sprint | Oberhausen: keirin Öschelbronn: keirin Pruszków: keirin, sprint Gwangam: sprint Gent: keirin, sprint |
| Als belofte    |                                                                                               |                              |                 | |
| 2015           |                                                                                               |                              |                 | |
| 2016           |                                                                                               | keirin                       |                 | |
| 2017           |                                                                                               |                              |                 | |
| 2018           |                                                                                               | keirin · sprint              |                 | |
| Als elite      |                                                                                               |                              |                 | |
| 2015           | keirin · sprint · 500m tijdrit                                                                |                              |                 | IBO: keirin Manchester: keirin, sprint                                                               |
| 2016           |                                                                                               | keirin                       |                 | Grenchen: sprint                                                                                     |
| 2017           | keirin · sprint                                                                               |                              | keirin          | Anadia: keirin                                                                                       |
| 2018           |                                                                                               | keirin                       | keirin          | WB Minsk: keirin                                                                                     |
| 2019           |                                                                                               |                              |                 | WB Minsk: keirin                                                                                     |
| 2020           |                                                                                               |                              |                 | |
| 2021           |                                                                                               |                              |                 | |
| 2022           | keirin                                                                                        |                              |                 | |
| 2023           | keirin · sprint                                                                               |                              |                 | |
| 2024           | keirin · sprint                                                                               |                              |                 | |

## Onderscheidingen
- Kristallen Fiets: 2018